# Blackwater and Hawley
Blackwater and Hawley – gmina (civil parish) w Anglii, w hrabstwie Hampshire, w dystrykcie Hart. Leży 49 km na północny wschód od miasta Winchester i 53 km na południowy zachód od Londynu.